# Авангардівська селищна рада
Аванга́рдівська се́лищна ра́да — орган місцевого самоврядування Авангардівської селищної громади в Одеському районі Одеської області. Депутатський корпус Авангардівської селищної ради VIII скликання налічує 26 осіб.

## Склад ради
Рада складається з 16 депутатів та голови.
- Голова ради: Хрустовський Сергій Григорович
- Секретар ради: Щур Валентина Василівна

### Керівний склад попередніх скликань
| Прізвище, ім'я, по батькові    | Основні відомості                                                | Дата обрання | Дата звільнення |
| ------------------------------ | ---------------------------------------------------------------- | ------------ | --------------- |
| Спрейс Василь Петрович         | Селищний голова, 1944 року народження, безпартійний              | 26.03.2006   | 31.10.2010      |
| Хрустовський Сергій Григорович | Селищний голова, 1977 року народження, освіта вища, безпартійний | 31.10.2010   |                 |

Примітка: таблиця складена за даними сайту Верховної Ради України

### Депутати
За результатами місцевих виборів 2010 року депутатами ради стали:

#### За суб'єктами висування
| Суб'єкт висування | Кількість обраних депутатів | %    |
| ----------------- | --------------------------- | ---- |
| Самовисування     | 14                          | 87,5 |
| Партія регіонів   | 2                           | 12,5 |